# دونا دریک
دونا دریک (انگلیسی: Dona Drake; ۱۵ نوامبر ۱۹۱۴ – ۲۰ ژوئن ۱۹۸۹) هنرپیشه، خواننده و رقصنده اهل ایالات متحده آمریکا بود.
از فیلم‌ها یا برنامه‌های تلویزیونی که وی در آن نقش داشته‌است می‌توان به آلومای دریاهای جنوب، راه مراکش، خرید لوئیزیانا و والنتینو اشاره کرد.